# Urginina
La urginina è una miscela di Urginina A ed Urginina B, glucosidi presenti nella pianta della Scilla, in parti uguali, cioè nelle proporzioni in cui si trovano nella droga.
È una polvere granulare di color paglierino, con debole odore caratteristico e con sapore molto amaro, solubile in acetone, alcool, acetato di etile e in acido acetico glaciale, carbonati alcalini diluiti e negli idrati alcalini, poco solubile in cloroformio, quasi insolubile in acqua, tetracloruro di carbonio, etere. La soluzione acquosa satura è neutra al tornasole, la soluzione alcolica è levogira: da 18° a 21,5° (soluzione al 2% in alcool etilico 95°).
Reazione di identificazione in laboratorio: 0,001 g di prodotto, sciolti in 2 cm³ di anidride acetica, si addizionino di 0,10 cm³ di acido solforico, si agiti e si raffreddi: si manifesta color rosa, che vira al violetto, quindi al verde. 
Saggi di purezza.  1) Non deve dare la reazione del biureto (proteine solubili). 2) Non deve ridurre subito il liquido di Fehling (zuccheri riducenti liberi). 3) 0,10 g di prodotto calcinati non devono lasciare residuo superiore allo 0,25%. 4) 0,20 g essiccati su acido solforico non devono perdere più del 4% di peso. 
L'urginina possiede proprietà cardiocinetiche con azione analoga a quella della digitale, ma per di più dotato di azione diuretica diretta. Ha azione rapida, ma può cumulare il suo effetto con quello della digitale, quando venga dato contemporaneamente o successivamente ad essa.